# Пічленд (Північна Кароліна)
Пічленд (англ. Peachland) — місто (англ. town) в США, в окрузі Енсон штату Північна Кароліна. Населення — 390 осіб (2020).

## Географія
Пічленд розташований за координатами 34°59′35″ пн. ш. 80°15′57″ зх. д. / 34.99306° пн. ш. 80.26583° зх. д. (34.993122, -80.265965).  За даними Бюро перепису населення США в 2010 році місто мало площу 2,61 км², уся площа — суходіл.

## Демографія
Згідно з переписом 2010 року, у місті мешкало 437 осіб у 181 домогосподарстві у складі 121 родини. Густота населення становила 167 осіб/км².  Було 217 помешкань (83/км²).
Расовий склад населення:
| - 62,2 % — білих - 34,1 % — чорних або афроамериканців - 0,5 % — корінних американців - 0,2 % — азіатів |

До двох чи більше рас належало 2,1 %. Частка іспаномовних становила 0,9 % від усіх жителів.
За віковим діапазоном населення розподілялося таким чином: 22,7 % — особи молодші 18 років, 59,9 % — особи у віці 18—64 років, 17,4 % — особи у віці 65 років та старші. Медіана віку мешканця становила 42,2 року. На 100 осіб жіночої статі у місті припадало 109,1 чоловіків;  на 100 жінок у віці від 18 років та старших — 108,6 чоловіків також старших 18 років.
Середній дохід на одне домашнє господарство  становив 42 635 доларів США (медіана — 35 000), а середній дохід на одну сім'ю — 51 108 доларів (медіана — 43 571). Медіана доходів становила 37 708 доларів для чоловіків та 28 125 доларів для жінок. За межею бідності перебувало 31,6 % осіб, у тому числі 46,6 % дітей у віці до 18 років та 12,1 % осіб у віці 65 років та старших.
Цивільне працевлаштоване населення становило 159 осіб. Основні галузі зайнятості: освіта, охорона здоров'я та соціальна допомога — 25,8 %, виробництво — 23,3 %, транспорт — 8,2 %, сільське господарство, лісництво, риболовля — 8,2 %.